# Duel Master Trading Card Game
Duel master é um jogo de cartas colecionáveis japonês criado em 2005 e produzido pela Wizards of the Coast. o jogo é mundialmente conhecido pela sua simplicidade e facilidade, sem necessidade de tabuleiros, contadores e nem dados ou moedas. O jogo ganhou uma versão em desenho animado, mas que nunca foi transmitida no Brasil, o que torna o jogo pouco conhecido no país.

## Regras basicas
O jogo duel master se baseia na invocação de monstros com mana. Seu objetivo é destruir todos os escudos inimigos e depois atacar o adversário diretamente.
Cada jogador tem um deck com a quantidade de cartas que quiser. Existem 2 tipos de cartas, as cartas criatura que servem para atacar os monstros e escudos inimigos (alguns inimigos não atacam) cada criatura tem uma quantidade de pontos de ataque que se forem maior do que a da criatura inimiga, a criatura é destruída. As cartas feitiços que são usadas para ativar ações como por exemplo: pegar mais uma carta do deck para mão. Cada jogador pode jogar quantas cartas feitiço e criatura no campo quiser, desde que tenha mana suficiente. Enquanto mais poderosa a carta, mais mana é necessária para invocá-la.
Mana é qualquer tipo de carta que é colocada na parte de baixa do tabuleiro e tem a função de dar espaço para a invocação de uma criatura ou feitiço. todas as criaturas e feitiços tem um nível de invocação no topo da carta, exemplo: Ruby Grass tem 3 de mana, ou seja, será necessário virar 3 cartas mana para invoca-lo, desde que tenha pelo menos 1 monstro da sua civilização no campo de mana.
Civilizações são os tipos de criaturas e feitiços do jogo. cada criatura e feitiço tem uma. as cores das cartas variam conforme a civilização.
- Luz: uma das mais comuns, é notável por sua quantidade de monstros mecânicos.
- Trevas; ou Escuridão, cheia de fantasmas e demônios.
- Natureza: tem animais selvagens e criaturas da terra.
- Agua: Animais marinhos
- Fogo: O favorito dos jogadores, tem dragões, humanos e robôs.